# 蒸気機関車の構成要素
蒸気機関車の構成要素（じょうききかんしゃのこうせいようそ）では、蒸気機関車の典型的な構成要素の名前の一覧を示す。
蒸気機関車の構成要素を図に示す。この図は架空の蒸気機関車を示しており、図示されている構成要素が全ての蒸気機関車に存在するとは限らない。また実際の蒸気機関車に存在する構成要素の全てがこの図に示されているわけではなく、図に示されていてもラベル付けされていないものもある。
1. 炭水車（テンダ）(tender)  — 火室で使用する燃料（石炭、木材、石油など）とボイラーで使用する水を搭載する車両。
2. 運転席 (cab)  — 機関士と機関助士が乗り込んで、機関車を操作し火室の管理をする場所。
3. 汽笛 (whistle)  — ボイラーの上に設置されている蒸気で作動する笛。合図や警告のために用いられる。
4. リーチ・ロッド (reach rod)  — 運転席の逆転機ハンドル (reversing actuator/johnson bar) と弁装置を結ぶロッド。
5. 安全弁 (safety valve)  — ボイラーの蒸気圧が限界を超えた時に蒸気を逃がす弁。
6. 発電機 (generator)  — 後期の機関車において、ポンプを動作させたり前照灯を点けたりするのに用いる電気を起こす、蒸気で動く発電機。
7. 砂箱（サンドドーム）(sand box/sand dome)  — レールが濡れていたり凍っていたりする時に、摩擦を改善するためにレールに撒く砂を搭載している。
8. レギュレータ・ハンドル (regulator lever/throttle lever)  — レギュレータ（加減弁）(regulator/throttle) を操作してシリンダーへの蒸気の供給を制御する。
9. 蒸気溜め（蒸気ドーム）(steam dome)  — ボイラーの上に位置し、発生した蒸気を集めて加減弁を通じてシリンダーへ送る役割を果たす。
10. 空気圧縮機 (air pump)  — ブレーキで使用する圧縮空気を作る。しばしばジョージ・ウェスティングハウス (George Westinghouse) にちなんで「ウェスティングハウス・ポンプ」(Westinghouse pump) と呼ばれる。
11. 煙室 (smoke box)  — 火室から過熱管の間を通って流れてきた熱い気体を集める。熱した石炭灰が煙突から外へ出て行くのを防ぐためにガードが取り付けられていることもある。
12. 主蒸気管 (main steam pipe)  — 蒸気をシリンダーへ供給する。
13. 煙室扉 (smoke box door)  — 蝶番式の円形の扉で、煙室にメンテナンスなどのために入れるようになっている。
14. 手すり（ハンドレール）(hand rail)  — 乗務員や整備担当者がランボードを歩く時に使う手すり。
15. 従輪 (trailing truck/rear bogie)  — 機関車の後ろ側の車輪で、運転席や火室の重量を支える。
16. ランボード (foot board/running board)  — 検査や整備のために人が歩けるようになっている通路。イギリスではfootplateと呼ぶ。
17. 台枠 (frame)  — 機関車の骨格となる鋼製の枠組み。車軸は台枠に設けられた軸受けを通され、運転席や火室、煙室がその上に設置される。アメリカの機関車では棒台枠 (bar frame) が、イギリスの機関車では板台枠 (plate frame) が主に用いられた。
18. 制輪子（ブレーキ・シュー）(brake shoe)  — 動輪に押し当ててブレーキ力を得る。
19. 砂撒き装置 (sand pipe)  — 動輪の前に砂を撒いて摩擦を改善するための装置。
20. 連結棒（カップリング・ロッド）(side rods/coupling rods)  — 動輪を連結するロッド。
21. 弁装置 (valve gear)  — ロッドとリンクにより弁の動作をピストンの動作と同期させて、機関車の進行方向と出力を制御するための装置。
22. 主連棒（コネクティング・ロッド）(main rod/connecting rod)  — ピストンの水平往復運動を動輪の回転運動に変換する鋼製のロッド。一般的なレシプロエンジンのコンロッドとは異なり、ピストン（ピストンピン）とは直結しておらず、クロスヘッドを介す。
23. ピストン・ロッド (piston rod)  — クロスヘッドとピストンを連結して、そこから主連棒を駆動する。
24. ピストン (piston)  — シリンダーの中で蒸気圧により前後に動いて、蒸気の膨張力を機械的な動作に変換する。
25. バルブ (valve)  — シリンダーへの蒸気の供給を制御する。タイミングは弁装置によって同期されている。蒸気機関車ではスライドバルブ (slide valve)、ピストンバルブ (piston valve)、ポペットバルブ (poppet valve) のどれかを使用している。
26. 弁室 (valve chest)  — シリンダーの上か横に付いている小さな（しばしば円筒形の）空間で、バルブが動作する空間になり蒸気をシリンダーに供給する役割をする。
27. 火室 (firebox)  — ボイラーの内側に作られた燃焼室で、周囲には水が満たされている。燃えるものであればほとんどなんでも燃料にすることができるが、通常は石炭、コークス、木材、石油などが用いられる。
28. 煙管 (boiler tube)  — 火室からの熱い気体をボイラーの中に通して、周囲の水を熱する。
29. ボイラー (boiler)  — 煙管の中を通る熱い気体によって水を熱して蒸気を作る。
30. 過熱管 (superheater tube)  — ボイラーから出てきた蒸気（飽和蒸気）を再度加熱することで、水分を取り除き過熱蒸気にして効率を高める。これを装備するものを過熱式機関車、ないものを飽和式機関車という。
31. 加減弁 (regulator valve/throttle valve)  — シリンダーに送られる蒸気の量を調節する。
32. 過熱器 (superheater)  — ボイラーからの蒸気をボイラー・チューブに再度通して、蒸気を過熱（沸点を超えて加熱する）し、機関車の効率と出力を改善する。
33. 煙突 (smokestack/chimney)  — 煙室の上に取り付けられて、排気を機関士の視界を妨げないように機関車から外に出す。通常は煙室の中まで続いている。
34. 前照灯（ヘッドライト）(headlight)  — 前方を照らすために煙室の前に設置されている灯火。
35. ブレーキ・ホース (brake hose)  — 機関車に連結されている車両にブレーキの制御を伝達するための空気または真空のホース。空気ブレーキを参照。
36. 水槽 (water compartment)  — ボイラーで蒸気を生成するために用いる水を貯めておく。
37. 石炭庫 (coal bunker)  — 燃焼室で使用する燃料を保管する。燃料は石炭、木材、石油など多岐に及ぶ。火室への燃料投入は手動によるものと、後期の機関車では機械的に（自動給炭器/メカニカルストーカー）行うものがある。
38. 火格子 (grate)  — 燃焼中の燃料を支えて、かつ燃えない灰を下に落とす。
39. 灰箱 (ashpan hopper)  — 燃焼済みの燃料から出た燃えない灰を貯めておく。
40. 軸箱 (journal box)  — 動軸のベアリングを収容している。
41. イコライザー (equalising lever/equalising bar)  — 機関車のサスペンション機構の一部で、板バネと接続して台枠に固定された中央部を中心に回転できるようになっている。
42. 板ばね (leaf spring)  — 機関車の主要なサスペンション機構である。各動軸にその軸箱を吊る板ばねが付いている。
43. 動輪 (driving wheel)  — ピストンによって駆動することで機関車を推進する車輪。動輪とロッドの重心と回転中心が一致するように動輪におもりが取り付けられている。この例では3つの動輪が備えられている。
44. ペデスタル (pedestal/saddle)  — 軸箱と板ばねを連結する。
45. ブラストパイプ (blastpipe)  — 排気された蒸気を煙突内に吹き出すことで、煙室からボイラーチューブを通る空気の流れを作り出して吸気を行う。
46. 先輪 (leading wheel)  — 軌道に沿って機関車を導く先頭部にある車輪。
47. 連結器 (coupler)  — 機関車の前と後ろにあって、機関車と他の車両を連結する。